# ミルドレッド・バーク
ミルドレッド・バーク（Mildred Burke、1915年8月5日 - 1989年2月14日）は、アメリカ合衆国の女子プロレスラー。本名：ミルドレッド・ブリス（Mildred Bliss）
女子プロレス界の草分け的存在であり、日本に本格的な女子プロレスを紹介した人物としても知られている。

## 来歴
19歳で後に夫となるビリー・ウルフとの出会いをきっかけにプロレスの世界に入る。当時の北米では女子プロレスラーは非常に珍しかったため、一般男性と対戦して連勝を続けていた。
1937年1月28日、テネシー州チャタヌーガでクララ・モーテンソンを破って世界女子王座を獲得。
1950年、世界女子王座を管理する機関としてロサンゼルスにWWWAを発足して自身が会長に就任。また、世界女子王座を引き継ぐ形でWWWA世界シングル王座を創設して自身を初代王者に認定。
1954年、アメリカ軍への慰問として蔵前国技館のリングに上がる。バークらが披露したプロレスは、それまでのガーターマッチに代わり定着する女子プロレスの形式となった。
1956年、引退。
引退後はウルフと離婚してロサンゼルスで後進の指導に当たった。
1968年、全日本女子プロレスがバークからWWWA世界王座の管理権を買い取る方向で検討を始める。
1970年からは教え子を全日本女子に送り込んでいる。10月15日、京愛子がWWWA世界シングル王座を獲得したことで日本に定着して全日本女子の管理下に置かれた。
その後も北米における全日本女子の窓口となり、モンスター・リッパーを始め多くの選手を育てて全日本女子に送る一方、全日本女子所属選手が北米遠征に行った際は世話も担った。
女子プロレス映画「カリフォルニア・ドールズ」では出演女優にプロレス指導を行い、全日本女子からジャンボ堀とミミ萩原をアメリカに招いて出演させた。
1989年2月21日、死去。
2016年4月2日、WWE殿堂のレガシー部門に迎えられた。

## 得意技
- アリゲータ・クラッチ
- クルック・ヘッドシザース

## 獲得タイトル
- 世界女子王座（3回）
- NWA世界女子王座（1回）
- WWWA世界シングル王座（1回）
- プロレス殿堂
- WWE殿堂（レガシー部門）[1]